# 維捷布斯克省

維捷布斯克省（羅馬化：Vitebskaya guberniya）是俄羅斯帝國和蘇聯早期的一個省，範圍大致包括白俄羅斯維捷布斯克州和拉脫維亞東南部。面積44,607平方公里，1897年人口1,489,246人。首府維捷布斯克。
1802年建省。1924年設維捷布斯克州。